# 分枝锐裂乌头
分枝锐裂乌头（学名：Aconitum kojimae var. ramosum）为毛茛科乌头属下的一个变种。

## 扩展阅读
- 維基物種上的相關：分枝锐裂乌头